# だぁ!だぁ!だぁ! オリジナル・サウンドトラック
『だぁ!だぁ!だぁ! オリジナル・サウンドトラック』は、川村美香の漫画作品を原作とした、テレビアニメ『だぁ!だぁ!だぁ!』のサウンドトラックシリーズ。

## 概要
2000年3月28日から2002年2月26日にかけてNHK衛星第2テレビジョン(BS2)の『衛星アニメ劇場』で放送されたテレビアニメの作中で使われた楽曲を収録したサウンドトラック盤。全2作品が発売され、アニメの前後期にて主に使われたものを各盤に分けてまとめられている。
作曲家の増田俊郎がプロデュースを担当しており、収録されている楽曲はバラエティ番組を中心としたテレビ番組でも盛んに用いられ、アニメの放送が終了した現在でも耳にすることが多く、楽曲の使用頻度を示す指標の一つである音楽著作権収入では、2009年度における国内作品の外国入金分配額部門で、東映アニメーション制作のテレビアニメ『明日のナージャ』に次ぐ第2位に付けている。
「アイキャッチ」など、アニメ本編では登場しなかった劇伴も登場し、光月未夢役の名塚佳織が歌唱する第1期オープニングテーマ「ハートのつばさ」のキャラクターソングバージョンも収録されている。収録曲とアニメ本編で使われた一部の楽曲には違いが少しみられ、「未夢は転校生。」を例に挙げると本編使用曲に比べて若干アレンジが加えられたタイプとなっている。
レコードレーベルの関係上、主題歌では唯一の未収録曲となった第1期エンディングテーマ「BOY MEETS GIRL DA!DA!DA! Remix」は、avex traxより2000年8月23日にリリースされた『だぁ!だぁ!だぁ!SEBプレゼンツ BOY MEETS GIRL with TRF』に収録されている。また、アニメ第37話の挿入歌「タカラモノ」は2000年4月21日にビクターよりリリースされたシングル盤の『ハートのつばさ』に収められている。

## 収録曲

### Vol.1
曲目リスト
1. ハートのつばさ [3:34]
  - 作詞：まつざきゆうこ / 作曲・編曲：増田俊郎 / 歌：中島礼香
2. サブタイトル。 [0:10]
3. だぁ!だぁ!だぁ!のテーマ。 [2:48]
4. 故郷の星☆宇宙の彼方☆オット星。 [2:17]
5. 西園寺さん家って…お寺?! [1:46]
6. 毎度,お騒がせいたしま～す。 [1:33]
7. 可愛くたって宇宙人…超能力付き。 [2:33]
8. シッター・ペットのワンニャーです! [1:21]
9. 未夢は転校生。 [2:30]
10. アイキャッチA [0:12]
11. だぁ・だぁ・カーニバル。 [2:15]
12. 彷徨は人気者 [1:31]
13. 花小町クリスティーヌ,登場。 [2:16]
14. 花小町クリスティーヌの妄想!? [1:58]
15. 花小町クリスティーヌが暴走!! [1:35]
16. アイキャッチB [0:11]
17. あたち,ももか。 [1:33]
18. ルゥのマーチ。 [0:57]
19. 何か,イヤ～な予感。 [1:50]
20. と,思ったらやっぱりピ～ンチ!! [1:18]
21. さあ,大変! [1:17]
22. 悲しいこともあるだろさ。 [1:43]
23. ちょっぴりセンチに… [2:20]
24. やんちゃなルゥ。 [2:05]
25. スヤスヤ…。 [1:32]
26. トリ(?)のレコード。 [1:02]
27. ど～すりゃこ～すりゃスリランカ。 [0:22]
28. さわやか～な気分で。 [2:29]
29. ハートのつばさ(未夢ヴァージョン) [3:29]
  - 作詞：まつざきゆうこ / 作曲・編曲：増田俊郎 / 歌：名塚佳織

### Vol.2
曲目リスト
1. HAPPY FLOWER [3:28]
  - 作詞：まつざきゆうこ / 作曲・編曲：増田俊郎 / 歌：奈良沙緒理
2. サブタイトル [0:08]
3. だぁ!だぁ!だぁ!のテーマ～2001 SPRING VERSION [2:07]
4. ルゥちゃまはいたずら盛り! [2:01]
5. 困ったなぁ～。 [1:39]
6. トレードマークは赤い薔薇 [1:35]
7. あぁ、憧れの未夢っち [1:51]
8. んもぅ、いいかげんにしてよ! [2:46]
9. だぁ!だぁ!クリスマス [1:34]
10. ピキピキ・エンジェルのテーマ [0:18]
11. 頭上のみかんは何のため?! [1:10]
12. 宇宙人がやってきた! [2:56]
13. 異次元空間出現! [1:47]
14. ワァ～ッ、時空の歪みに吸い込まれるぅ～! [2:28]
15. な～んか怪しい奴らが出てきたゾ [1:02]
16. あっ!わるわる団だ! [2:26]
17. ひょっとして何か事件が…。 [1:52]
18. さあ大変!ルゥくんがさらわれた!? [1:34]
19. 上を下への大騒ぎ! [2:01]
20. アイキャッチ [0:13]
21. 奈落のエレジー [1:42]
22. やっぱり“ともだち”ってイイよね。 [2:50]
23. のどかなヒトトキ [1:40]
24. クリスのテーマ～2001 SPRING VERSION [1:39]
25. ルゥちゃまの、フワフワ☆空中散歩 [1:43]
26. ファンタジック・ホラー [1:32]
27. きっと、いつまでも…。 [3:30]
28. ゆっくり [3:50]
  - 作詞：三重野瞳 / 作曲・編曲：増田俊郎 / 歌：三重野瞳